# Neville Cenac
Pour les articles homonymes, voir Cenac.
Sir Neville Cenac est un homme d'État lucien, né le 24 novembre 1939 à Soufrière. Il est gouverneur général de Sainte-Lucie, représentant de la reine Élisabeth II, de 2018 à 2021.

## Distinctions
- Ordre de Saint-Michel et Saint-Georges Chevalier Grand-croix (GCMC) en 2018[1].